# Kirkjubøargarður
Kirkjubøargarður – drewniana chata rybacka położona na Wyspach Owczych. Jest jednym z najstarszych, stale zamieszkałych budynków z drewna na świecie, jedna z jej części datowana jest na XI wiek. Dziś należy do rodziny Patursson. Budynek ten położony jest we wsi Kirkjubøur.
Jej nazwa oznacza z języka farerskiego Dziedziniec Kirkjubøur. Znana jest także pod nazwą Dom Królewski.

## Historia

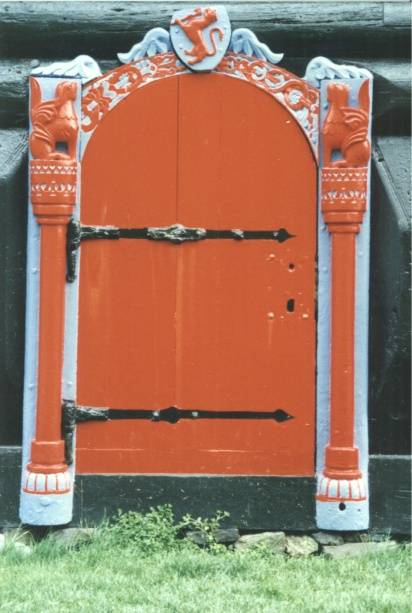
Nowe drzwi, stworzone przez Jóannesa Paturssona

Początek istnienia Kirkjubøargarður datowany jest na ok. 1100 rok. Mówi się, że tak jak wiele innych domostw na Wyspach Owczych został zbudowany z drewna dryftowego, przybyłego z okolic Norwegii. Niewiele później, około roku 1100 miejsce to stało się siedzibą biskupów Wysp Owczych. Urzędy sprawować tam miało 33 biskupów. Późniejszy król Norwegii, Sverre Sigurdsson, pobierał nauki u duchownych w Kirkjubøargarður.
Pierwsza rozbudowa Kirkjubøargarður miała miejsce w XII wieku, kiedy dobudowano dodatkowe pomieszczenie na poddaszu. Tam właśnie, najprawdopodobniej biskup Erlandur napisał swój List Owczy, najstarszy dziś dokument na Wyspach Owczych, pochodzący z 1298 roku.
W 1538 roku rozpoczęła się na archipelagu reformacja kościoła. Król duński, Chrystian III Oldenburg zawładnął wszystkimi dobrami katolickich duchownych, w tym także gospodarstwem Kirkjubøargarður - do dziś największym ze wszystkich na Wyspach Owczych. Kler usunięto, a w roku 1550 zamieszkała tam rodzina Patursson. Od tamtej pory familia ta dzierżawi dom i jego okolicę, własność ta przechodzi z ojca na najstarszego syna. Po uzyskaniu autonomii przez Wyspy Owcze, w roku 1948, właścicielem gruntów stał się Løgting - farerski parlament.
Ostatnią, jak dotąd, większą modernizację budynku przeprowadzono w roku 1772, kiedy dobudowano do niego nowe pomieszczenie. W roku 1833 sztorm zmył boczne drzwi, wychodzące z tego pomieszczenia. Nowe, na wzór starych, stworzył w 1907 roku Jóannes Patursson.

## Walory turystyczne
Obecnie Kirkjubøargarður, poza tym, że jest budynkiem mieszkalnym, działa również, jako muzeum, otwarte niemal codziennie. Znajdują się tam następujące obiekty:
- Roykstova (Pokój Dymny) - najstarsze pomieszczenie w budynku, pochodzi z XI wieku. Znajduje się w nim m.in. stół z roku 1895, który przypłynął po rozbiciu się niemieckiego statku[7]. Jest tam także popiersie Jóannesa Paturssona[3].

- Loftstova (Pokój na Poddaszu) - pomieszczenie to pochodzi z XII wieku, z czasów, gdy pieczę nad budynkiem i okolicą sprawowali biskupi Wysp Owczych. Paturssonowie przekształcili go w domową bibliotekę[4]. Obecny kształt pomieszczenia został nadany w XVIII wieku, po zniszczeniu go przez lawinę[3].

- Stórastova (Duży pokój) - najnowsze pomieszczenie w Kirkjubøargarður, pochodzi z roku 1772. Zostało ono umeblowane antykami z XVII wieku, ale jednym z ciekawszych obiektów jest pianino Hornung and Møller z 1858 roku[5].

- Opodal znajdują się dwa inne zabytki - Katedra Magnusa oraz Kościół św. Olava. Prócz tego niedaleko znajduje się niewielka kawiarnia Graðskaffi[3].

## Ludzie urodzeni lub mieszkający w Kirkjubøargarður
- Sverre Sigurdsson (ur. 1145/51  – zm. 9 marca 1202) – król Norwegii, który pobierał nauki w Kirkjubøur. Spędził na Wyspach Owczych czas od swego urodzenia do roku 1176.

- Biskup Erlendur (ur. ? w Bergen  – zm. 13 czerwca 1308 w Kirkjubøur) - biskup archipelagu od 1269 roku do swej śmierci. Jest uznawany za twórcę najstarszego dokumentu na Wyspach Owczych - Listu Owczego z 1298 roku. Człowiek ten był inicjatorem budowy Katedry Magnusa, położonej niedaleko Kirkjubøargarður. Zmarł przed ukończeniem projektu, którego nie wznowiono po jego śmierci.

- Pætur Jákupsson - premier Wysp Owczych w latach 1588–1601. Pochodził z Suðuroy. Gospodarstwo Kirkjubøargarður było na krótko jego własnością.

- Súsanna Helena Patursson (ur. 27 sierpnia 1864 w Kirkjubøur  – zm. 15 grudnia 1916 tamże) - uznawana za pierwszą feministkę na Wyspach Owczych. Skupiała się głównie na aktywizacji politycznej kobiet. Stworzyła pierwsze czasopismo pisane w jej języku narodowym, przeznaczone głównie dla kobiet - Oyggjarnar w 1905 roku. Stworzyła też pierwsze sztuki teatralne w języku farerskim.

- Jóannes Patursson (ur. 6 maja 1866 w Kirkjubøur  – zm. 2 sierpnia 1946 tamże) - poeta i polityk, jeden z najbardziej zasłużonych ludzi w walce o odrębność Wysp Owczych i aktywizację ruchów politycznych na tymże archipelagu. Jedna z
- głównych postaci tzw. Spotkania Wigilijnego w 1888 roku, gdzie powstał Narodowy Ruch Wysp Owczych.

- Sverre Patursson (ur. 22 września 1871 w Kirkjubøur  – zm. 10 listopada 1960 tamże) - pisarz i ornitolog. Był także dziennikarzem, założył czasopismo Fuglaframi w 1898 roku, które wydawano do 1902.

- Erlendur Patursson (ur. 20 sierpnia 1913 w Kirkjubøur  – zm. 16 czerwca 1986 tamże) - pisarz i polityk. Od 1940 roku członek Tjóðveldisflokkurin, wchodził w skład parlamentu Wysp Owczych, a potem w skład Folketingu, jako jeden z dwóch przedstawicieli archipelagu. Był pomysłodawcą Domu Nordyckiego na Wyspach Owczych.

- Tróndur Patursson (ur. 1 maja 1944 w Kirkjubøur) - poeta, rzeźbiarz, malarz i podróżnik. Wraz z Timem Severinem odbył liczne podróże, między innymi śladami św. Brendana. Kształcił się w Norwegii.